# Venaria Reale
Venaria Reale is een gemeente in de Italiaanse provincie Turijn (regio Piëmont) en telt 35.128 inwoners (31-12-2004). De oppervlakte bedraagt 20,3 km², de bevolkingsdichtheid is 1730 inwoners per km².
De volgende frazioni maken deel uit van de gemeente: Altessano, Savonera.

## Demografie
Venaria Reale telt ongeveer 13816 huishoudens. Het aantal inwoners steeg in de periode 1991-2001 met 16,5% volgens cijfers uit de tienjaarlijkse volkstellingen van ISTAT.
| Jaar | Inwoneraantal |
| ---- | ------------- |
| 1991 | 30.614        |
| 2001 | 35.660        |

## Geografie
De gemeente ligt op ongeveer 262 m boven zeeniveau. Venaria Reale grenst aan de volgende gemeenten: Robassomero, Caselle Torinese, Druento, Borgaro Torinese, Turijn, Pianezza, Collegno.

## Sport
Twee keer vond in Venaria Reale de Grande Partenza, de officiële start van wielerkoers Ronde van Italië plaats. In beide gevallen startte er een etappe naar Turijn. In 2011 won HTC-Highroad de ploegentijdrid en in 2024 won Ecuadoriaan Jhonatan Narváez.

## Geboren
- Giovanni Pasquale (1982), voetballer

## Externe link

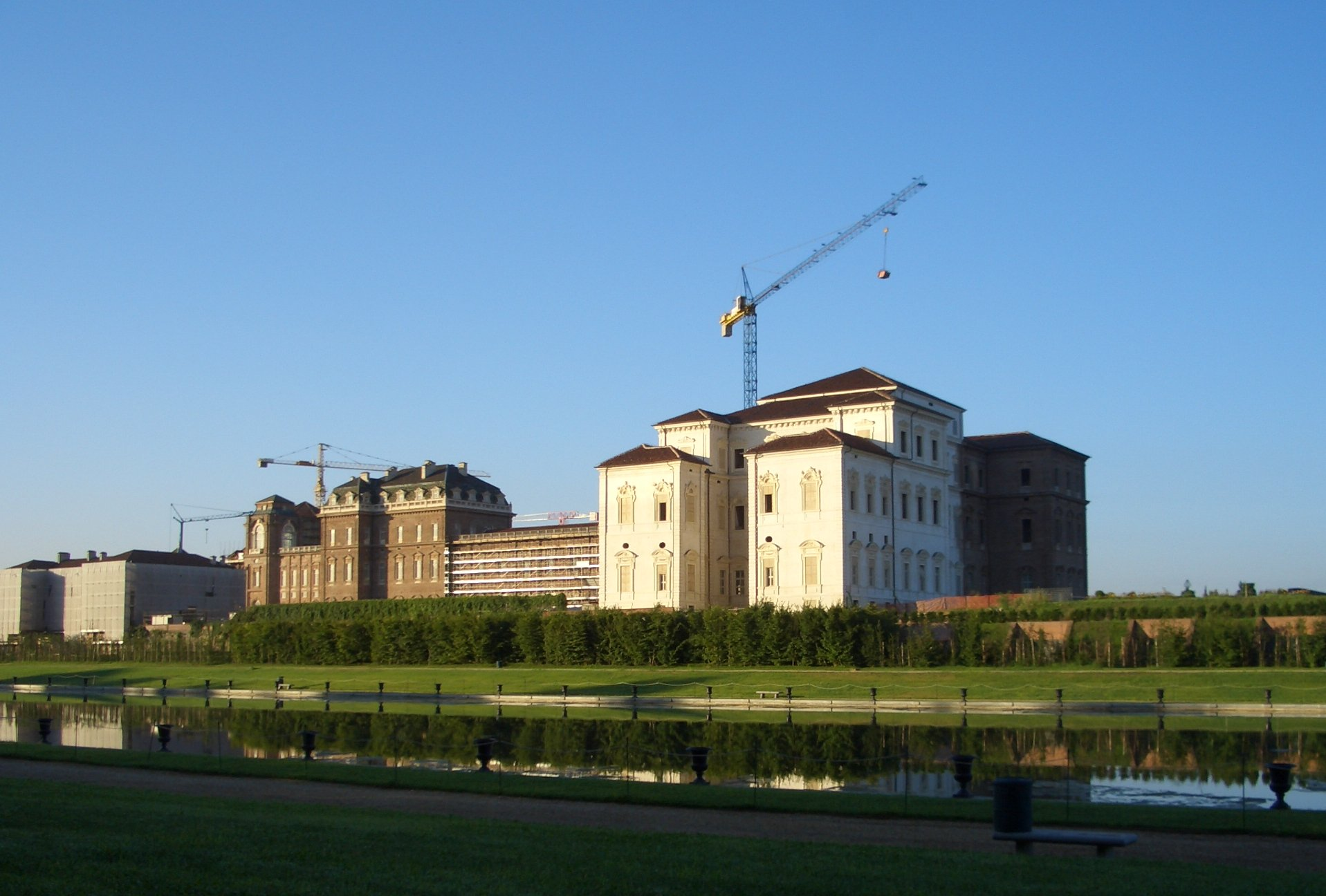
Paleis van Venaria Reale

## Bewoner
- Umberto Agnelli